# Xinzheng
Xinzheng  (en chino, 新郑; pinyin, Xīnzhèng) es un municipio  bajo la administración directa de la Prefectura Zhengzhou en la Provincia de Henan, República Popular China.  Su área es de 884 km² y su población total para 2020 superó 1,17 millón de habitantes. 

## Administración
El municipio de Xinmi se divide en 13 pueblos que se administran en 4 subdistritos, 8 poblados y 1 villa.

## Toponimia
El topónimo Xinzheng se compone de los sinogramas Xin (nuevo) y Zheng (nombre propio).
El Estado Zheng se encontraba originalmente en lo que hoy es la provincia de Shaanxi y posteriormente trasladó su capital aquí. Para distinguirla de la antigua capital, se le llamó "Nueva Zheng" (Xinzheng), de ahí su nombre.
Durante los períodos de Primaveras y Otoños y los Reinos Combatientes, tanto el Estado Zheng como, posteriormente, el Estado Han, establecieron aquí sus capitales, sumando un total de 539 años de historia como centro político. Por ello, la zona urbana de la actual Xinzheng también se conoce como "la Vieja Ciudad Zheng-Han" (郑韩故城). Tras la unificación de China por la dinastía Qin, se establecieron los condados Xinzheng y Yuanling, que quedaron bajo la jurisdicción de la Comandancia Yingchuan (颍川郡).

## Historia
Se dice que el área de Xinzheng contiene artefactos con la evidencia más antigua de la agricultura china, en la cultura Peiligang de los años 6000 a. C.
Situado en el estuario del Río Amarillo, este sitio fue testigo, durante los tiempos neolíticos, del desarrollo de las primeras aldeas de la civilización china.
Por esto se dice que Xinzheng es la cuna de la civilización China. Fue la capital de la dinastía Qin del año 221 A.C., la cual es acreditada con la unificación de China. La Palabra QIN (秦), que tiene una pronunciación similar a "chin", se postula ser el origen de la palabra "China" De aquí también surgió el poeta de la dinastía Tang Bai Juyi En 772 D.C.

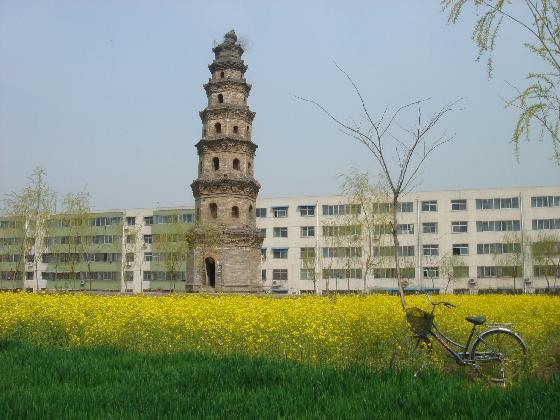
'Pagoda' en Xinzheng con arquitectura Soviética al fondo

 Históricamente, este municipio era parte de la más grande ciudad de Zhengzhou, mas en 1994, el Concilio Provincial de Henan autorizó que Xinzheng sea incorporada en su propio municipio.

## Educación
Xinzheng contiene una de la concentraciones más altas de profesores extranjeros en toda China central, en parte a la universidad de SIAS. 17.000 alumnos y 100 profesores extranjeros, más 400 profesores chinos son parte de esta universidad, ShengDa, otra universidad ubicada dentro de los límites del municipio de Xinzheng, tiene aproximadamente 16.000 alumnos, y aproximadamente 30 profesores extranjeros.

## Economía
A pesar de que la agricultura y la industria pesada dominan la economía de Xinzheng, en los últimos años se ha venido diversificado lentamente.

### Agricultura e Industria
El dátil es el producto que mayor ingresos genera el municipio en materia agrícola, y tiene su concentración en las afueras de la ciudad. También hay cosechas de maíz, algodón, y tabaco.
Ubicadas dentro del municipio se encuentran varias fábricas de cigarros y fábricas químicas. En el 2006, hubo una inversión de más de 2 billones de dólares para la construcción de un parque industrial en el área, aunque aún no se sabe nada de la finalización de ese proyecto. La minería de carbón también contribuye al producto doméstico del municipio.

### Instituciones educativas

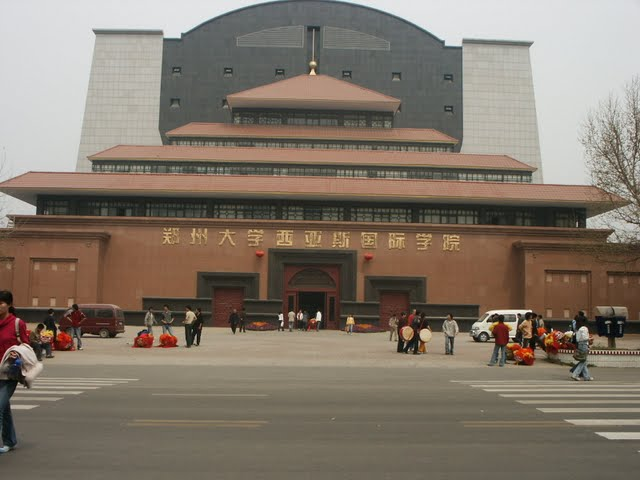
Edificio administrativo de SIAS

Dos grandes universidades privadas, Shengda y SIAS, han dejado una huella económica en el municipio. Con 14.000 estudiantes en ShengDa,, y 16.000 en SIAS, el impacto económico es innegable. Bancos, restaurantes, hoteles, internet cafés, etc, han surgido alrededor de ambas universidades. En SIAS, los estudiantes son tácitamente permitidos de ubicarse afuera del campus, destacando comunidades de departamentos pequeños en los alrededores.

### Turismo

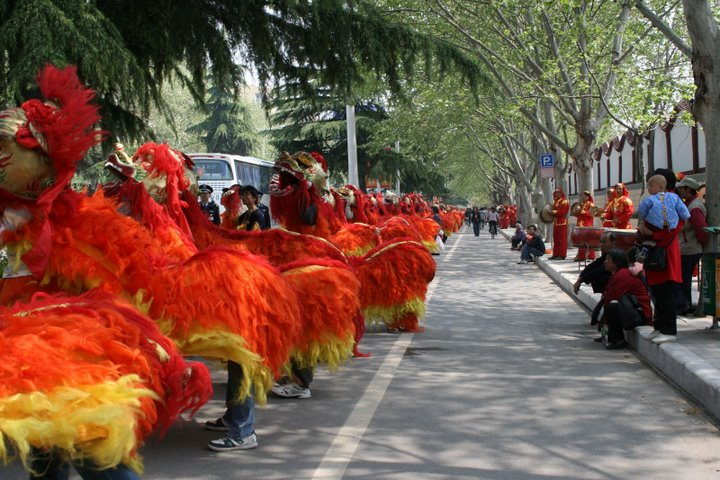
Celebraciones de Huangdi en las calles de Xinzheng

A pesar de ser el lugar natal de Huangdi, y poseer bastantes reliquias culturales, Xinzheng carece de infraestructura para apoyar el turismo pesado, y la contaminación y pocas atracciones han dificultado el crecimiento del turismo.
Cada primavera, la ciudad presenta una ceremonia celebrando el nacimiento de Huangdi, el legendario antepasado de la nación China. En el 2009, más de 10 000 ingresantes participaron en estas celebraciones; muchos de estos eran nacionales Chinos, mas había una gran presencia de Tusán entre ellos. A pesar de esto, los participantes se ubican en la cercana ciudad de Zhengzhou, que ofrece más amenidades y más variedad de hoteles. El impacto económico de estas celebraciones es minúsculo.
Se dice que Xinzheng es una ciudad-museo, y que la cercana montaña Shizu es el preciso lugar natal de Huangdi.

## Transporte

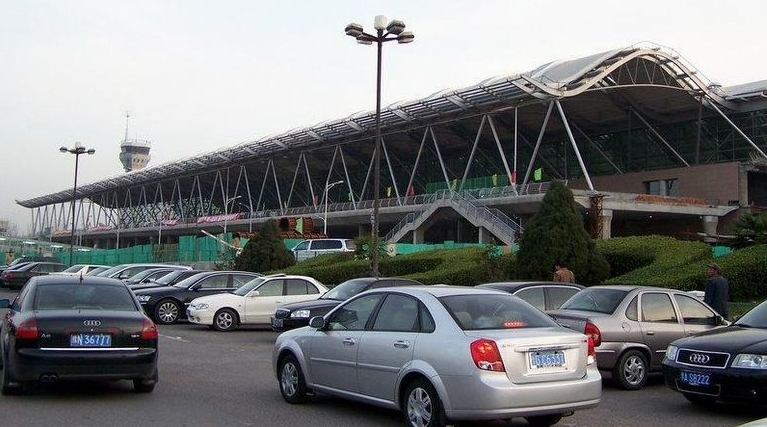
Aeropuerto Internacional Zhengzhou-Xinzheng

### Aéreo
El aeropuerto que sirve la capital provincial está ubicado en Xinzheng. Este es significante por el hecho de que sirve 100 millones de habitantes, siendo el único aeropuerto internacional de la provincia Henan. El código aéro del aeropuerto es CGO.
En el 8 de febrero de 2009, se destacó un vuelo directo de Zhengzhou a Taipéi, siendo el primer vuelo directo de Henan a la isla de Taiwán.

### Ferroviario
Para el transporte terrestre con el resto del país, Xinzheng cuenta con una pequeña estación de ferrocarril en el occidente de la ciudad. Como en el resto de China, los viajes ferroviarios son operados por el Ministerio de Ferrocarriles. De esta estación parten líneas de tren a Zhengzhou y otros municipios en Henan, mas el servicio de esta estación es limitado y la mayoría de los habitantes de Xinzheng viajan a Zhengzhou para la mayoría de sus viajes ferroviarios.
Desde el 2007, se lanzó servicio tren-bala de Zhengzhou y Pekín.

### Autobús
Dentro de Xinzheng, y en las aldeas periféricas, existe una nutrida flota de autobuses urbanos que prestan su servicio al azar, con pocas paradas marcadas.
La terminal de autobús en el oriente de la ciudad conecta a Xinzheng con comunidades cercanas y con Zhengzhou.

### Vialidad
Xinzheng está conectada con el resto de la provincia por medio de la autopista 220.